# Rob Holding
Robert Samuel "Rob" Holding (Tameside, Anglia, 1995. szeptember 20. –) angol labdarúgó, a Colorado Rapids játékosa.

## Pályafutása

### Bolton Wanderers
Holding hétéves korában került a Bolton Wanderers ifiakadémiájára, ahol különböző korosztályos csapatokban játszott, mielőtt 2015 márciusában kölcsönvette volna a negyedosztályban szereplő Bury. Ott játszotta le pályafutása első profi mérkőzését, április 3-án, a Cambrdige United ellen. A Boltonban 2015. augusztus 11-én debütált, egy Burton Albion elleni Ligakupa-meccsen. Első gólját 2016. január 23-án szerezte, egy Milton Keynes Dons elleni bajnokin. A 2015/16-os szezon végén megválasztották a Bolton legjobbjának az idény során.

### Arsenal
2016 nyarán több Premier League-ben szereplő csapat is ajánlatot tett Holdingért, köztük az Arsenal is, melynek első, 750 ezer fontos ajánlatát elutasította a Bolton, majd a hírek szerint ezek után 2 millió fontot ajánlottak a hátvédért. 2016. július 22-én az Arsenal bejelentette, hogy leigazolta Holdingot, de a hivatalos átigazolási összeget nem hozta nyilvánosságra a klub. A 16-os számú mezt kapta meg, melyet korábban Aaron Ramsey viselt, mielőtt átvette volna a 8-as szerelést a visszavonuló Mikel Artetától. Holding július 28-án, egy MLS All-Stars elleni gálameccsen lépett pályára először új csapatában Per Mertesacker és Gabriel Paulista sérülése miatt a 2016/17-es szezon első meccsén, a Liverpool ellen kezdőként kapott lehetőséget.

### Crystal Palace
2023. szeptember 1-jén 4 millió fontért hároméves szerződést írt alá a Crystal Palace csapatával. Szeptember 26-án debütált a Manchester United ellen 3–0-ra elvesztett ligakupa-mérkőzésen. 2024 októberében Oliver Glasner menedzser kijelentette, hogy Holdingot nézeteltérés miatt nem veszi számításba, ezért egyénileg edzett és az U21-es csapatnál lépett pályára.

### Sheffield United
2025. február 3-án a szezon végéig kölcsönbe szerződtette a Sheffield United.

### Colorado Rapids
2025. augusztus 3-án az amerikai Colorado Rapids a 2026-os szezon végéig szerződtette.

## Válogatott pályafutása
2016. május 15-én Holding meghívót kapott az angol U21-es válogatottba, a Touloni Ifjúsági Tornára. Május 23-án, Guinea ellen mutatkozott be az angolok győzelmével végződő tornán.

## Sikerei, díjai

### Klubcsapatokban

#### Arsenal
- Angol kupagyőztes: 2016–17, 2019–20
- Angol szuperkupa – győztes: 2017, 2020, 2023

### Válogatottban

#### Anglia U21
- Touloni Ifjúsági Torna – győztes: 2016

#### Egyéni
- Bolton Wanderers FC – Az év játékosa: 2015–16

## Külső hivatkozások
- Arsenal profilja
- Rob Holding pályafutásának statisztikái a Soccerbase oldalon (angolul)